# Віленська колегія
Віленська колегія — єзуїтська школа у Вільнюсі, заснована у 1570 році. У 1578 році перетворена на Віленську академію з правами університету. Вважалася найбільшим навчальним закладом східної Європи.
У 1578—79 роках Стефан Баторій видав привілеї, згідно з яким єзуїтський колегіум мав бути перетворений на академію з правами університету (лат. Almae Academiae Universitas Vilnensis Societatis Iesu). Першим ректором академії Папа Римський призначив Петра Скарґу. Академія могла давати філософічні та теологічні вчені ступені. Складалася з нижчого відділу, який складався з п'яти класів, де вивчали граматику, поезію та риторику, та вищого відділу, на якому вивчали філософію та богослів'я. Було там декілька катедр теології, 10—12 професорів. У 1579 році в академії налічувалося 600 слухачів, згодом їх кількість виросла до 800. Слухачі були із сучасних білоруських, литовських та українських земель. Відповідно до розкладу занять за 1583 рік, в академії двічі на день проводили заняття з читання та письма руською мовою, тлумачення нею текстів з Євангелія.